# Висећи мост у Трстенику
Висећи мост у Трстенику је пешачки мост који спаја обале Западне Мораве, свечано отворен у октобру 2019. године.
Висећи мост има изузетну важну функцију, јер преко њега прелази магистрални цевовод уз помоћ кога се пијаћом водом снабдева више од 15.000 људи.